# Glenn Eichler
Glenn Eichler es un escritor, productor de televisión y editor estadounidense. Su carrera inició como editor para la revista estadounidense National Lampoon. De ahí trabajó como editor de historias de los programas de MTV Beavis y Butt-head y The Maxx y fue el responsable de la creación del personaje de Daria Morgendorffer para el programa de Beavis y Butt-head.
Después produjo el programa de televisión Daria para la cadena MTV. Ha escrito para programas como Rugrats y Married...with Children. También es autor de libros de humor.